# Pouru-aux-Bois
Pouru-aux-Bois est une commune française, située dans le département des Ardennes en région Grand Est.

## Géographie
| Francheval |                  | Bouillon Belgique        |
|            | Pouru-aux-Bois   | Escombres-et-le-Chesnois |
|            | Pouru-Saint-Remy |                          |

### Hydrographie
La commune est dans le bassin versant de la Meuse au sein du bassin Rhin-Meuse. Elle est drainée par le ruisseau de Pouru et le Ruisseau Derobe,.

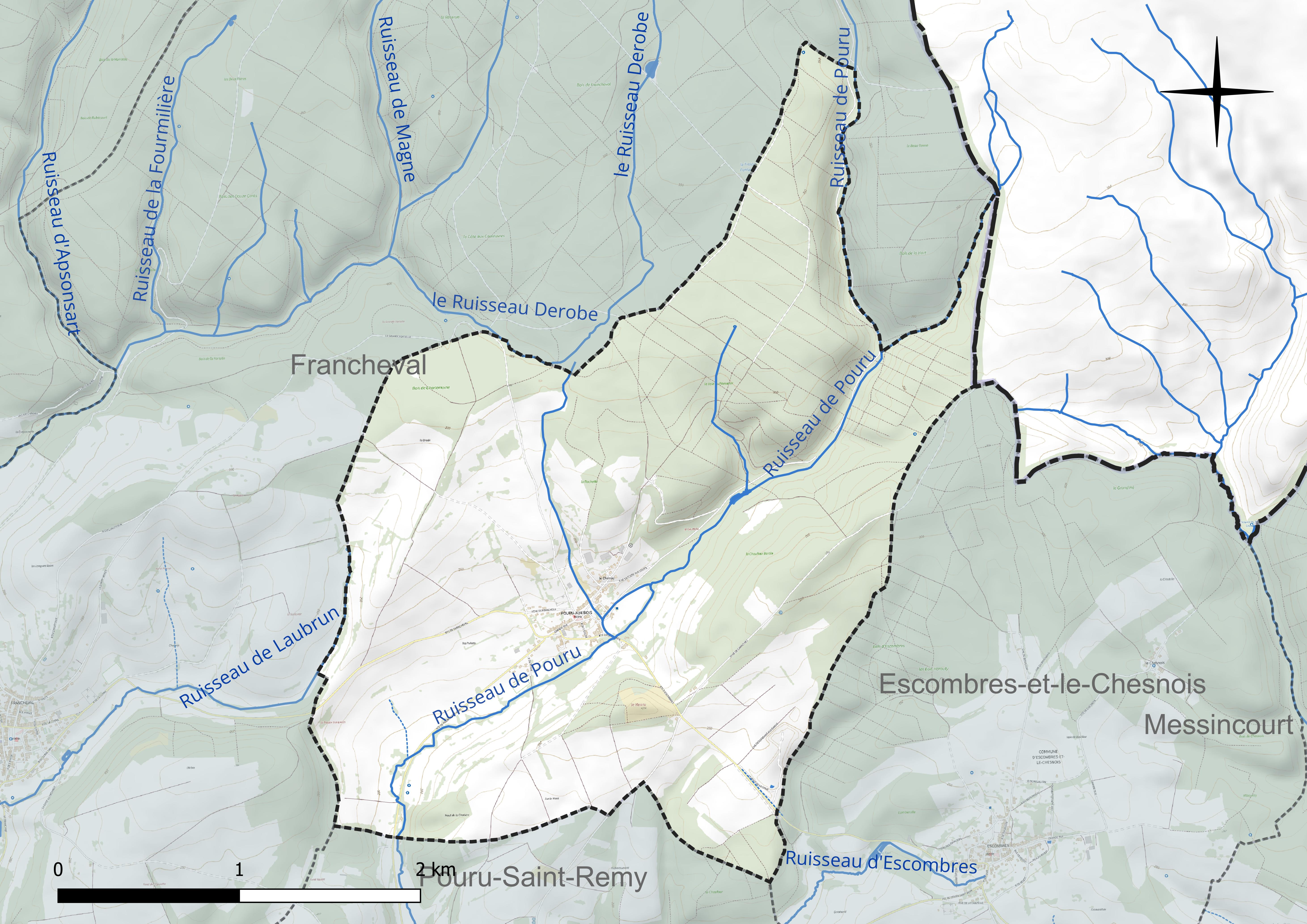
Réseau hydrographique de Pouru-aux-Bois.

### Climat
Pour des articles plus généraux, voir Climat du Grand Est et Climat des Ardennes.
En 2010, le climat de la commune est de type climat de montagne, selon une étude du Centre national de la recherche scientifique s'appuyant sur une série de données couvrant la période 1971-2000. En 2020, Météo-France publie une typologie des climats de la France métropolitaine dans laquelle la commune est exposée à un climat océanique altéré et est dans la région climatique Lorraine, plateau de Langres, Morvan, caractérisée par un hiver rude (1,5 °C), des vents modérés et des brouillards fréquents en automne et hiver.
Pour la période 1971-2000, la température annuelle moyenne est de 9,1 °C, avec une amplitude thermique annuelle de 14,7 °C. Le cumul annuel moyen de précipitations est de 987 mm, avec 14 jours de précipitations en janvier et 10 jours en juillet. Pour la période 1991-2020, la température moyenne annuelle observée sur la station météorologique de Météo-France la plus proche, « Douzy », sur la commune de Douzy à 5 km à vol d'oiseau, est de 10,5 °C et le cumul annuel moyen de précipitations est de 857,0 mm. 
La température maximale relevée sur cette station est de 40,3 °C, atteinte le 25 juillet 2019 ; la température minimale est de −14,8 °C, atteinte le 3 janvier 2004,,.
Les paramètres climatiques de la commune ont été estimés pour le milieu du siècle (2041-2070) selon différents scénarios d'émission de gaz à effet de serre à partir des nouvelles projections climatiques de référence DRIAS-2020. Ils sont consultables sur un site dédié publié par Météo-France en novembre 2022.

## Urbanisme

### Typologie
Au 1er janvier 2024, Pouru-aux-Bois est catégorisée commune rurale à habitat dispersé, selon la nouvelle grille communale de densité à 7 niveaux définie par l'Insee en 2022.
Elle est située hors unité urbaine et hors attraction des villes,.

### Occupation des sols
L'occupation des sols de la commune, telle qu'elle ressort de la base de données européenne d’occupation biophysique des sols Corine Land Cover (CLC), est marquée par l'importance des forêts et milieux semi-naturels (51 % en 2018), en diminution par rapport à 1990 (52,2 %). La répartition détaillée en 2018 est la suivante : 
forêts (51 %), prairies (30,9 %), terres arables (14,7 %), zones urbanisées (3,4 %). L'évolution de l’occupation des sols de la commune et de ses infrastructures peut être observée sur les différentes représentations cartographiques du territoire : la carte de Cassini (XVIIIe siècle), la carte d'état-major (1820-1866) et les cartes ou photos aériennes de l'IGN pour la période actuelle (1950 à aujourd'hui).

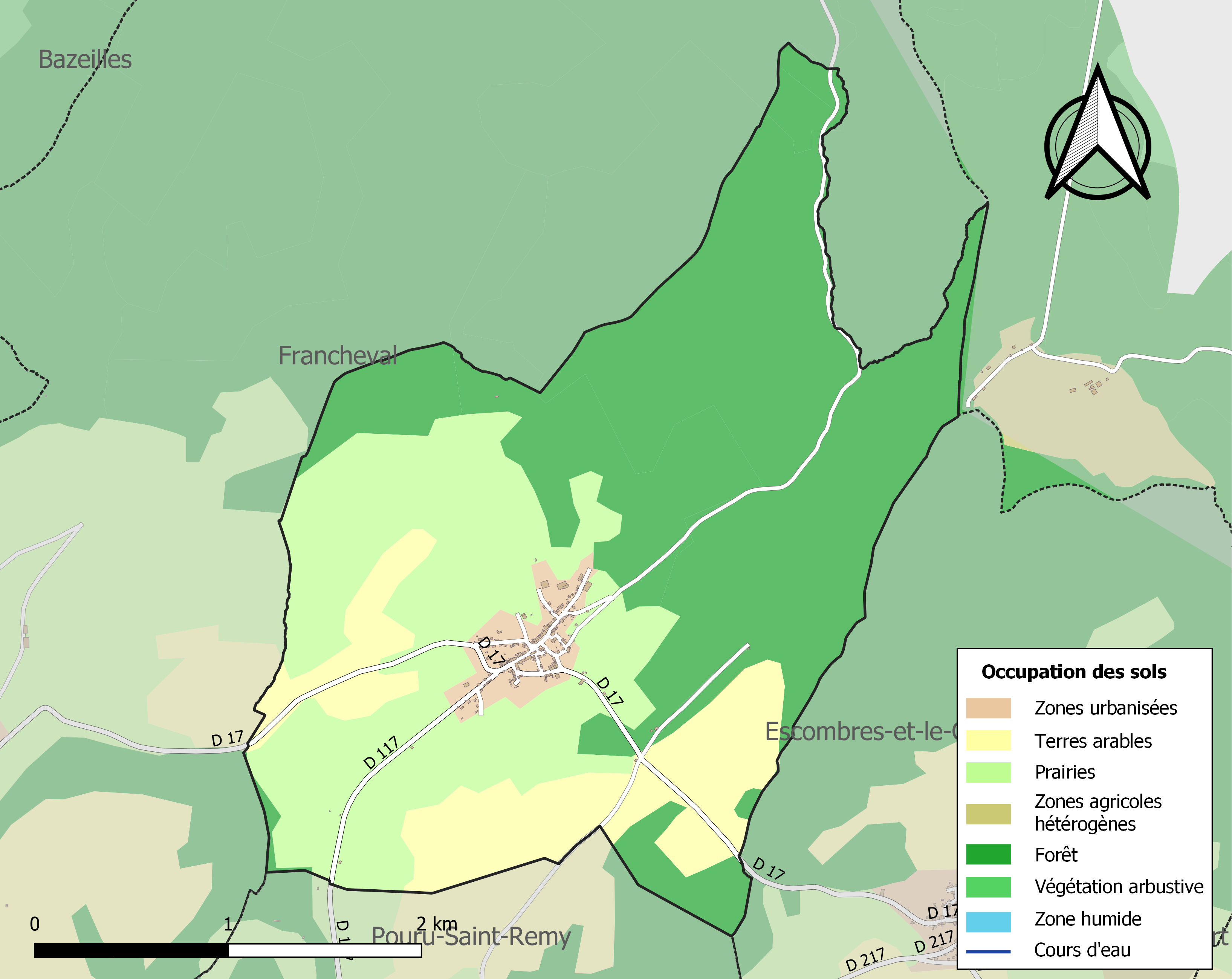
Carte des infrastructures et de l'occupation des sols de la commune en 2018 (CLC).

## Toponymie
Le nom de la localité est attesté sous la forme Poirus omprès le Bos en 1259.
De l'adjectif oïl poi, pou « petit, faible » et ru « ruisseau ».
Le déterminatif germanique bosc apparaît comme dans le nom de plusieurs localités La Croix-aux-Bois,
Pouru-aux-Bois, Vrigne-aux-Bois, en patois vrë â bô. Le déterminant locatif aux-Bois désigne les forêts communales de Pouru-aux-Bois et de Pouru-Saint-Remy.

## Politique et administration
| Période                                  | Période      | Identité         | Étiquette | Qualité |
| ---------------------------------------- | ------------ | ---------------- | --------- | ------- |
| mars 2001                                | octobre 2012 | Annie Marlet     |           |         |
| novembre 2012                            | juillet 2020 | Gérard Krauss    |           |         |
| juillet 2020                             | En cours     | Michel Salpetier |           |         |
| Les données manquantes sont à compléter. |              |                  |           |         |

## Démographie
L'évolution du nombre d'habitants est connue à travers les recensements de la population effectués dans la commune depuis 1793. Pour les communes de moins de 10 000 habitants, une enquête de recensement portant sur toute la population est réalisée tous les cinq ans, les populations de référence des années intermédiaires étant quant à elles estimées par interpolation ou extrapolation. Pour la commune, le premier recensement exhaustif entrant dans le cadre du nouveau dispositif a été réalisé en 2008.

En 2022, la commune comptait 234 habitants, en évolution de −15,83 % par rapport à 2016 (Ardennes : −2,97 %, France hors Mayotte : +2,11 %).
| 1793 | 1800 | 1806 | 1821 | 1831 | 1836 | 1841 | 1846 | 1851 |
| ---- | ---- | ---- | ---- | ---- | ---- | ---- | ---- | ---- |
| 315  | 273  | 354  | 327  | 409  | 503  | 561  | 649  | 647  |

| 1866 | 1872 | 1876 | 1881 | 1886 | 1891 | 1896 | 1901 | 1906 |
| ---- | ---- | ---- | ---- | ---- | ---- | ---- | ---- | ---- |
| 635  | 645  | 673  | 644  | 606  | 507  | 530  | 509  | 491  |

| 1911 | 1921 | 1926 | 1931 | 1936 | 1946 | 1954 | 1962 | 1968 |
| ---- | ---- | ---- | ---- | ---- | ---- | ---- | ---- | ---- |
| 438  | 326  | 317  | 296  | 292  | 229  | 294  | 282  | 268  |

| 1975 | 1982 | 1990 | 1999 | 2006 | 2008 | 2013 | 2018 | 2022 |
| ---- | ---- | ---- | ---- | ---- | ---- | ---- | ---- | ---- |
| 254  | 257  | 244  | 262  | 283  | 289  | 300  | 253  | 234  |

## Héraldique
| Armes de Pouru-aux-Bois | Les armes de Pouru-aux-Bois se blasonnent ainsi : Tranché : au 1er de gueules à la croisette recroisetée au pied fiché d’or, au 2e de sinople à la molette d’éperon d’or, à l’épée d’argent garnie d’or brochant en bande sur la partition. |

## Lieux et monuments
L'église Saint-Martin.

## Personnalités liées à la commune
- Lucien de Montagnac (1803-1845), militaire, y est né.
- Élizé de Montagnac (1808-1882), industriel, y est né.
- Marie Rose Moro (1961-), professeur de psychiatrie de l'enfant et de l'adolescent, y a vécu pendant son enfance et son adolescence.
- Pierre Déom (1949-), auteur de la revue naturaliste La Hulotte, y est né.